# Cianciana
Cianciana est une commune de la province d'Agrigente dans la région de Sicile en Italie.

## Climat
Le climat à Cianciana est méditerranéen chaud caractérisé par des hiver doux et des étés chauds.
L’hiver, les températures peuvent descendre jusqu’à 8 degrés et monter jusqu’à 19 degrés mais reste généralement comprises entre 12 et 16 degrés durant les mois de janvier et février. L’été le climat est chaud et aride avec des températures comprises entre 31 et 42 degrés. 
Les pluies sont inégalement réparties à Cianciana au cours de l’année avec des pluies assez abondantes durant l’automne et l’hiver, et rares ou inexistantes durant l’été.
Cianciana jouit d’un ensoleillement annuel important.

## Administration
| Période                                  | Période | Identité | Étiquette | Qualité |
| ---------------------------------------- | ------- | -------- | --------- | ------- |
|                                          |         |          |           |         |
| Les données manquantes sont à compléter. |         |          |           |         |

Personnalités liées à la ville : Santos Trafficante senior y est né en 1886. Il fut le parrain de la famille de Tampa de 1940 à 1954.

### Communes limitrophes
Alessandria della Rocca, Bivona, Cattolica Eraclea, Ribera, Sant'Angelo Muxaro.